# Rainer Brechtken
Rainer Brechtken (* 15. August 1945 in Ludwigsburg) ist ein deutscher Politiker der SPD und Sportfunktionär. Er war von 1980 bis 2001 Mitglied des Landtags von Baden-Württemberg und von 2000 bis 2016 Präsident des Deutschen Turner-Bundes.

## Ausbildung und Beruf
Brechtken erhielt 1962 nach der Realschule in Schorndorf die Mittlere Reife und begann anschließend eine Berufsausbildung im gehobenen nichttechnischen Verwaltungsdienst. Ab 1966 war er bei der Stadtverwaltung München tätig. 1969 wechselte er zur Stadtverwaltung Schorndorf, wo er bis 1974 arbeitete.

## Politische Tätigkeit
Rainer Brechtken trat 1968 in die SPD ein. Er engagierte sich ab 1971 im SPD-Kreisverband Rems-Murr und wurde 1973 in den Kreistag gewählt, dem er bis 1992 angehörte. 1974 wurde er politischer Berater der SPD-Fraktion im Landtag von Baden-Württemberg, in den er selbst 1980 als Abgeordneter für den Wahlkreis Waiblingen einzog und dem er bis 2001 angehörte.
Nach der Landtagswahl in Baden-Württemberg 1992 wurde das Land von einer Großen Koalition unter Ministerpräsident Erwin Teufel regiert. Brechtken wurde Politischer Staatssekretär (d. h. ohne Sitz und Stimme in der Landesregierung) beim Wirtschaftsministerium unter Minister Dieter Spöri. 1996 wurde die Große Koalition durch eine CDU/FDP-Koalition abgelöst. Brechtken verlor somit sein Amt als Staatssekretär. Er wurde daraufhin einer der stellvertretenden Vorsitzenden der SPD-Fraktion im Landtag von Baden-Württemberg.

### Oberbürgermeisterwahl in Stuttgart 1996
Im Herbst 1996 trat Rainer Brechtken bei der Oberbürgermeisterwahl in Stuttgart als Kandidat der SPD an. Der bisherige Oberbürgermeister Manfred Rommel (CDU), der seit 1974 im Amt war, erreichte am 24. Dezember die Altersgrenze für Bürgermeister in Baden-Württemberg von 68 Jahren. Kandidat der CDU war Wolfgang Schuster, Kandidat der Grünen Rezzo Schlauch. Weiterhin traten Corinna Werwigk-Hertneck für die FDP/DVP und Dieter Lieberwirth für die Republikaner an. Im ersten Wahlgang am 20. Oktober 1996 erhielt Brechtken lediglich 22,6 Prozent der Stimmen und blieb damit deutlich hinter Schuster (35,2 Prozent) und Schlauch (30,6 Prozent) zurück. Im zweiten Wahlgang am 10. November 1996 trat der Pforzheimer Oberbürgermeister Joachim Becker, ebenfalls Mitglied der SPD, als weiterer unabhängiger Kandidat an. Brechtken erzielte daraufhin nur 13,5 Prozent der Stimmen, Becker 3,4 Prozent. Gewählt wurde Wolfgang Schuster mit 43,1 Prozent der Stimmen. Er hatte lediglich einen Vorsprung von 4,6 Prozentpunkten auf Rezzo Schlauch, sodass ein Wahlerfolg Schlauchs wahrscheinlich gewesen wäre, wenn Brechtken und Becker zugunsten Schlauchs auf die Teilnahme am zweiten Wahlgang verzichtet hätten. Das Wahlergebnis war für die SPD in Stuttgart ein Desaster.

## Sonstige Ämter, Ehrungen und Auszeichnungen
Von 1994 bis 2012 war Brechtken Präsident des Schwäbischen Turnerbunds. 1996 wurde er zum Vizepräsidenten des Deutschen Turner-Bundes gewählt. Nachdem der bisherige Präsident Jürgen Dieckert nicht mehr für eine weitere Amtszeit zur Verfügung stand, wurde Brechtken im Herbst 2000 zum Präsidenten dieses Sportverbandes gewählt. Dieser kam in den Folgejahren durch den Bau einer überteuerten Verbandszentrale in finanzielle Schwierigkeiten. Brechtken vertritt die Sportverbände im Rundfunkrat des SWR.
Am 10. Mai 2003 wurde ihm die Verdienstmedaille des Landes Baden-Württemberg verliehen.

## Familie und Privates
Rainer Brechtken lebt in Schorndorf, er gehört der römisch-katholischen Kirche an, ist verheiratet mit Heidegard Bayer-Brechtken und hat einen Sohn. Er war mehrmals aktiver Teilnehmer bei verschiedenen Marathonläufen.